# Casa Xampeny
La Casa Xampeny és una obra racionalista de Ribes de Freser (Ripollès) protegida com a Bé Cultural d'Interès Local.

## Descripció
Habitatge unifamiliar aïllat estructurat a partir de dues geometries a 45 graus per crear un espai unitari, on cada habitació està coberta per cels rasos, disposats mantenint la identitat de cada estança. Una sola coberta a dos aiguavessos se superposa de manera independent al sistema mural, i el seu límit queda retallat per la intersecció amb els tancaments perimetrals.

## Història
La casa Xampeny va ser dissenyada simultàniament a la casa Campaña. Ambdues se situen en el llindar de la Cerdanya, en un vessant pendent pronunciat. I són un bon exemple de l'arquitectura moderna de Josep Maria Sostres.